# Боско 1
Боско 1 је насеље у Италији у округу Калтанисета, региону Сицилија.
Према процени из 2011. у насељу је живело 31 становника. Насеље се налази на надморској висини од 742 м.